# Limnomys sibuanus
Limnomys sibuanus је врста глодара из породице мишева (Muridae).

## Распрострањење
Филипини су једино познато природно станиште врсте.

## Угроженост
Ова врста није угрожена, и наведена је као последња брига јер има широко распрострањење.
Популација ове врсте је стабилна, судећи по доступним подацима.